# 樂生療養院舊院區
樂生療養院舊院區是位於臺灣新北市新莊區衛生福利部樂生療養院舊院區建築，是臺灣最早的漢生病聚落。1994年，台北市政府捷運工程局選定樂生療養院為新莊機廠預定地。2001年，樂生療養院行文台北縣政府，希望鑑定樂生療養院歷史價值。2002年3月18日，台北市政府捷運工程局以有償撥用之方式，自行政院衛生署樂生療養院取得其中0294-00212地號之土地。2003年，因捷運工程對其進行第一波拆除，然而各界人士對於保留佔比的方案未能達到共識，因此使拆除工程引發樂生療養院病患、大學青年與社會運動者的抗議。

## 文化價值

### 建築特色
樂生療養院舊院區中共有60多棟院舍，該建物群仍大多保有日治時期的建築特色；其中最早完工者興建於1929年，屬日治大正時期風格，融合西洋建築造制及日本傳統建築形構。該建物群之用途為病友之起居空間及行政大樓之所在。因院區內風景優美，多年來吸引許多連續劇劇組前來取景拍攝。
樂生療養院各舍的基本構造為三合院的構造，唯有貞德舍是連棟式的建法，因此在院友間被稱為「火車棟」（閩南語發音）。貞德舍是女性院友居住處，最多曾有38位女性院民同時居住於此，過去嚴禁男性接近和進出，違反者會被關禁閉。禁閉室就是現今的車庫，內部沒有電燈，中間有一個糞坑，也無洗澡的設施，管理員將病友關禁閉後，並不加以照顧，飲食須由其他病友送來。
怡園為監禁違反規定及精神障礙院友的建築，有鐵絲網及磚牆，外頭難以窺見。當中也曾有院友因無法承受被隔離的壓力，而產生精神方面的問題而被關入。
除了居住的各舍，樂生院院友為了信仰和精神上的寄托，合力建造了一座佛堂，這座佛堂是在1953年由金義禎病友發起，設計和建築都是由病友共同完成。在日治時期設有圖書室，國民政府來台時藏書已經遺失不少，於是有基督教會、宋美齡女士、作家謝冰瑩和鍾梅音還有佛教會等，協助贈書、增建圖書館。院中主要購物的場所是「消費合作社」，和小型的菜市場，樂生療養院中大煙囟矗立的位置，則是所謂的「公炊」，是大家聚集的飯廳，但是各院友漸漸改到自己居住的舍中炊煮後，公炊停止使用。
1952年，院區納骨塔建成；該院院民死後通常安葬於該處，並於每年中元節舉行普渡儀式。
樂生院左側原有台南一至六舍、五雲舍、綠蔭舍、靜生一二舍等數十棟房舍，在2002年的捷運動工後，部分院民入住樂生A棟大樓，部分不願入住者則遷至組合屋居住，該房舍則於隨後遭拆除。

## 抗爭過程

### 抗爭初期
2004年2月，「青年樂生聯盟」成立。2005年3月19日，「樂生保留自救會」成立。11月18日，樂生保留自救會法案組成立；聲援者組織漢生人權立法推動聯盟；開始在立法院推動「台灣漢生人權保障條例草案」立法運動。11月21日，院民與樂生青年聯盟於總統府前靜坐抗議。12月9日，樂生保留自救會、漢生人權立法聯盟草擬《台灣漢生病友人權保障條例草案》，獲得台聯、國民黨、親民黨三黨團支持提案，正式送進立法院程序委員會。
12月13日，行政院文建會依《文化資產保存法》將樂生療養院舊院址指定為「暫定古蹟」，效期六個月。12月16日，台聯、國民黨、親民黨三黨團聯合提案《台灣漢生病友人權保障條例草案》，在立法院正式通過進入朝野協商逕付二讀程序。12月25日，大樹下行動小組全力協助，樂生保留自救會、青年樂生聯盟、黑手那卡西工人樂隊聯合發行專輯〈被遺忘的國寶：樂生黑手那卡西〉。IDEA-Japan森元理事長帶早稻田大學學生來台，會議鼓勵籌設IDEA-Taiwan籌備辦公室。
2006年1月9日，樂生保留自救會、漢生人權立法聯盟前往台北市政府，向馬英九市長陳情說明捷運局樂生院內「砂石弊案」；馬市長派捷運局北工處吳沛軫處長、方壯厲副處長帶數十名警察攔截，不准進入。1月10日，親民黨立委林惠官首次召集漢生條例草案協商，捷運局運作流會。4月3日，樂生保留自救會與漢生人權立法推動聯盟召開記者會公佈〈戰後六十年：台灣漢生病友人權受侵害調查初步報告〉，公視新聞、中國時報等媒體大篇幅報導。4月4日，樂生院民正式向總統府遞送〈戰後六十年，台灣漢生病友人權受侵害〉國賠請求書，中國時報等媒體大篇幅報導。同日，樂生院民正式向台北市長馬英九遞送〈一百號、台南捨、五雲捨等舊院，強制拆遷迫害居住權事件〉國賠請求書。
4月7日，親民黨立法院黨團第二次召集協商，台北縣長前日至立法院拜會召集人，隔天會議流會。4月22日，「樂生共和國」成立。4月28日，親民黨團第三次召集協商。立委賴幸媛、尹伶瑛、高金素梅提國定古蹟。立委管碧玲表示：「樂生院如同波蘭奧許維茲猶太人集中營」，無庸置疑具古蹟價值。立委蔡家福與捷運局全力杯葛。法案協商破裂，沒有進展。4月底，台北縣、台北市政府完成協商，決議保留現址41%方案，並於5月報行政院同意備查。5月，立法院法制局對行政院版〈漢生病病人補償條例草案評估報告〉分析確立國家對隔離政策1999年以前無正式法源，屬於應予國家賠償責任，而非補償；人權全面保障非僅金錢賠償，給予法案明確定位。6月11日，即樂生院暫定古蹟失效前一日，聲援者800人到文建會抗議，必以六步一跪呼籲各界正視保存問題。8月，文建會召集捷運局、專家學者，委託欣陸工程顧問公司研擬方案討論「樂生保存方案」。
2007年2月，行政院文建會委託欣陸工程顧問公司規劃保留現存院區的替代方案，其中一案為保存現址90%面積。經台北市政府捷運工程局審議後認為不可行否決此案，採用原有方案保留現址41%，於3月2日函覆行政院。3月8日，青年樂生聯盟成員、學生與院民至行政院長蘇貞昌官邸前靜坐抗議，要求行政院出面暫緩台北縣政府的拆遷行動，並重審文建會替代案。警方依違反《集會遊行法》強制驅離。3月11日，樂生院民和聲援的群眾在行政院長蘇貞昌官邸以「六步一跪」方式繞行，企求行政院公開審議90%樂生保留方案。聲援的群眾和學生有150人左右被警方包圍，以警備車帶離至內湖山區。蘇貞昌回應：「這不關行政院的事，你們找錯人了。」
3月16日，台北縣長周錫瑋派員張貼強制拆遷公告，勒令院方與現址院民在4月16日前自行遷離，逾期將強制執行。3月19日，支持樂生的網路使用者認為主流電子與平面媒體對保留樂生議題刻意忽視，不報導爭議內容與可行的替代方案，透過網路社會分享書籤網站HEMiDEMi，四百多名部落格作者與網友在一天內集資新台幣二十萬元，在《台灣蘋果日報》刊登半版廣告，要求暫緩迫遷、公開審議文建會所提方案。

### 415保留樂生大遊行
2007年4月15日，樂生保留自救會等上百個台灣民間組織共同發起415保留樂生大遊行。4月16日，三立新聞台播報415大遊行相關報導時暗示，「學校教師強制動員學生參加」415大遊行，而且415大遊行「參與者清一色都是大眾傳播科系學生」。4月18日，約20名傳播科系學生所組成的「樂生傳播青年」到三立電視總部，抗議三立新聞台偏頗報導415大遊行；三立電視未派人出面接受抗議書，只允許3位學生入內「協調」，拒絕道歉，發言人張正芬反而宣稱415大遊行報導「處理得十分公正並兼顧平衡報導」。4月30日，樂生傳播青年向國家通訊傳播委員會申訴三立新聞台偏頗報導。5月21日，樂生傳播青年與三立電視代表在三立電視總部舉行協調會，樂生傳播青年要求三立電視承認錯誤、在三立新聞台網站刊登道歉啟示、在三立新聞台政論節目《媒體大審判》自我檢討、在三立新聞台新聞雜誌節目《福爾摩沙事件簿》製作樂生院專題報導。5月22日，三立新聞台網站發布道歉啟事。 
7月18日，立法院三讀通過《漢生人權保障及補償條例》，為繼二二八、白色恐怖補償條例後，立法院所通過的第三部人權法案。法案重點是政府承認過往對漢生病患的忽視與傷害，公開道歉並制定補償辦法。
12月20日，立委選前生變，中國時報報導，拒簽協商結論〈台聯唱高調 徒惹爭議〉，最後無黨、親民黨都沒有簽署法案。

### 強制拆除
2007年11月25日，台北縣政府至樂生療養院張貼拆除公告，對保留區範圍內非續住區的房舍，限2008年12月1日前自行搬遷。此後，青年樂生聯盟等團體的青年學生與樂生自救會連日至行政院、總統府、衛生署陳情，要求停拆樂生。他們提出四大訴求：即依法指定古蹟前不得動工；院區全數供院民安全居住；保留區內不得架設圍籬；先搭建對外便橋再施工。
2008年11月27日，野草莓學運的學生們至行政院前，加入抗爭樂生拆除行動的行列。12月3日早上七點半開始，捷運工程人員在警方陪同下，強制進入療養院內，驅離現場青年樂生聯盟與樂生保留自救會成員，並展開圍籬架設，為拆除工作做準備。于歸劃區內的院民，被隔離至他棟院舍。12月9日，馬英九總統出席台灣民主基金會「亞洲民主人權獎」頒獎典禮，於頒獎典禮上遭反對樂生搬遷拆除的學生舉牌抗議政府迫害人權。12月12日，面對青年樂生聯盟對保存樂生院區的訴求，文建會表示已盡最大努力試圖保有90%舊院區。12月24日，專業都市改革組織與樂生自救會等單位，於12月23日按鈴控告台北市政府捷運局、北縣文化局，針對樂生療養院十棟建築物提出假處分。他們要求台北縣政府，在樂生療養院異地重組工程通過環境影響評估之前，不得進行樂生院拆遷重組工程，並停止興建新莊機廠。
12月29日，樂生問題延宕多年，政府與樂生院民之間仍未取得皆大歡喜的共識。野草莓學運轉為地下化，樂生院區遭強制拆除，關心樂生問題的學生再次找上文建會申請將樂生暫定為古蹟。

### 近年發展
2014年11月，青年樂生聯盟前往無黨籍台北市市長候選人柯文哲競選辦公室爭取支持，並要求當場表態支持，當下雙方並無見面。事後柯文哲表示，對於事件細節並不清楚，建議建立討論機制。
2015年1月26日，樂生保留自救會和青年樂生聯盟前往台北市市政大樓抗議，指出柯文哲上任市長已滿周月，應盡快兌現選前說要研究樂生方案的承諾。青年樂生聯盟指出，機廠施工選在脆弱地質上，樂生療養院中的「主恩舍」因機廠施工牆壁裂、輕鋼架傾斜，不宜再施工，籲北市府停工。事後柯文哲私下探訪樂生療養院，並拜訪藍彩雲等自救會成員，會談中表示，捷運已經蓋成這樣，不可能拆除停工。

## 國際合作
2007年5月20日，IDEA Taiwan（國際愛地芽協會台灣分會）舉辦成立首屆會員大會，理監事會由樂生院漢生病友及家屬組成，正式成為國際組織一員。5月30日，相關單位招開工程會議，再次討論保留空間與其他方案。會中捷運局提出續住六棟的提案，樂生保留自救會無法接受、於會場提出抗議並離席表示反對。當日結論仍為續住六棟。7月30日，舉辦第一屆樂生兒童語言才藝營，為期兩週，旨在彌補南新莊地區嚴重失衡的教育資源。8月，IDEA Taiwan（國際愛地芽協會台灣分會）理監事及秘書處與志工發起樂生博物館手創行動小組，籌設「樂生博物館」，並帶領志工尋寶活動，找尋漢生病文物，史料、及相關人權受害調查史料。9月12日，捷運局正式依日前提出之保留方案動工，早上八點以約兩百名之優勢警力驅離在場堅持「爭議未決、立即停工」之保護樂生團體。9月13日，青年樂生聯盟按鈴控告工程會主委吳澤成等人在樂生院保存方案中涉嫌圖利廠商。
10月，IDEA Taiwan「國際愛地芽協會台灣分會」獲日本真宗大谷派邀請一起前往韓國小鹿島探視漢生病友，觀摩漢生病史料館、康復村。12月12日，漢生人權立法聯盟、IDEA Taiwan、樂生博物館手創行動小組發起漢生隔離七十期週年，白天「樂生博物館」正式開幕，晚上舉辦「星火燎原晚會」呼籲完成人權保障法三讀。12月20日，「台灣漢生病友人權保障條例」台聯、親民黨、無黨聯盟等黨團未完成協商條文，法案三讀闖關失敗，二年推案成果歸零。
2008年1月27日、2月4日，WHO、ILA、ILEP、NIPPON FUNDATION、IDEA聯合舉辦「第十七屆世界漢生大會」，IDEA Taiwan受邀前往印度報告「樂生院抵抗被終結之運動經驗」，獲全球關注樂生院的保存與人權。6月4日，IDEA Taiwan、青年樂生聯盟、樂生保留自救會前往總統府，轉送聯合國社會與經濟理事會認定之漢生病特別諮詢機構（IDEA）與反迫遷組織（CHORE）發出國際新聞稿—嚴正警告總統馬英九正視「若拆除樂生院，就是違背國際人權」聲明。國內團體並前往立法院要求—盡速完成漢生人權保障條例三讀。6月4日，青年樂生聯盟、樂生保留自救會前往馬英九總統官邸陳情，漢生人權立法聯盟、IDEA Taiwan陪同參加，呼籲：一、立即指定古蹟，二、立即捷運分段通車，三、立即通過漢生人權法案。6月5日，IDEA Taiwan開始著手籌備全球漢生病世界遺產登錄推動小組，並於是日邀請世界文化遺產審查委員西村幸夫協助推動。
2009年3月3日至8日，IDEA TAIWAN在台舉辦首屆「全球漢生病聚落聯合申遺暨老者安養」國際工作坊。來台參與者有IDEA紐約總會代表與夏威夷、挪威、日本、韓國、馬來西亞、關島等國代表。世遺專家西村西夫及與會各國皆同意，樂生院與全球漢生病院遺址具有高度指定世界文化遺產的可能性。大會會後，各國並決議，將盡快向聯合國共同提報「全球漢生病聚落聯合申遺」。
2010年9月，樂生愛地芽分會國際協調員賴澤君獲得外交部甄選，前往美國總會實習，獲得IDEA總會推薦以NGO代表身分參加第65屆聯合國大會，共同商討後續跨國申遺工作後續推展事宜。2011年11月30日，樂生院民代表李添培會長、愛地芽台灣分會國際協調員賴澤君秘書長獲得韓國衛生部邀請，前往韓國首爾參加『漢生病世界論壇』並應邀演講。李添培報告樂生院保存及人權運動，賴澤君代表紐約總會前往報告漢生病世界遺產發起願景。會後WHO官員當面肯定賴澤君推動全球漢生病世界遺產工作。2012年5月，樂生院民李張雲明、張月銀，以及秘書賴澤君、林秀芃等人，前往美國紐約Seneka Falls（美國女權運動發源地）參加愛地芽『漢生病跨國世界遺產國際會議』，與美國、加拿大、巴西、南非、哥倫比亞、日本、台灣等國發表推動宣言。2013年漢生病世界大會在比利時布魯塞爾舉辦，超過八十個國家代表參加，樂生院民代表張雲明以IDEA taiwan理事長身份出席，國際聯絡人賴澤君及宗田昌人等陪同發表台灣樂生院推動跨國世界遺產成果，大會報告上並以張雲明的故事號召全球重視漢生病隔離傷痛共勉推動跨國世紀遺產的意義與價值。

## 影視作品
- 《變調人生》：由許伯鑫導演，記錄下樂生院民面對社會與政府時的無奈心情。本片於時報文教基金會所舉辦的「映像公與義紀錄片影展」中放映。[5][6]
- 《大風之島》：由導演許雅婷導演，將於2025年播放的關於樂生舊院區過去20年的紀錄片，於2025年台北電影獎獲得百萬首獎。

## 院景

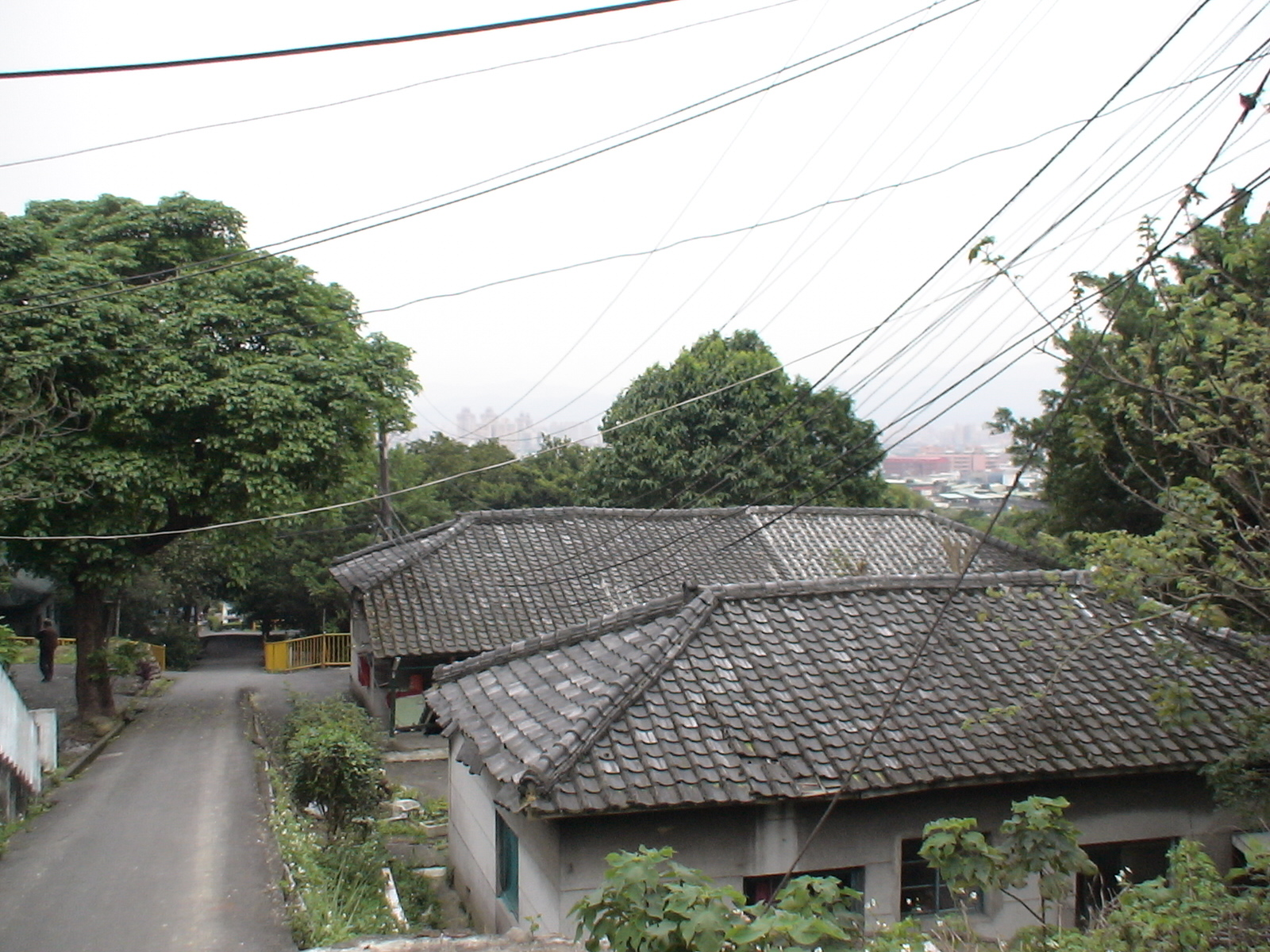
院區位於丘陵可俯視市區
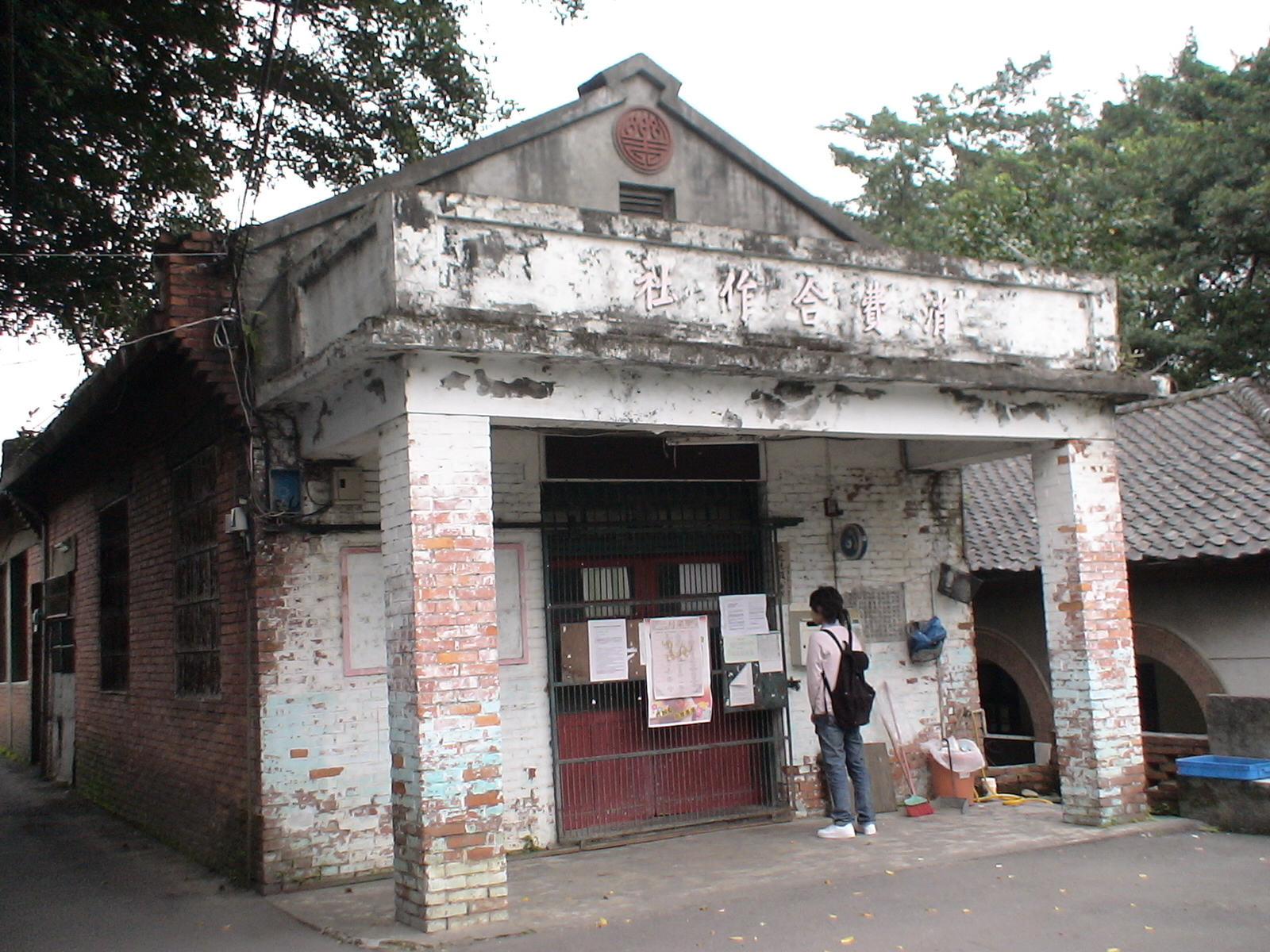
消費合作社
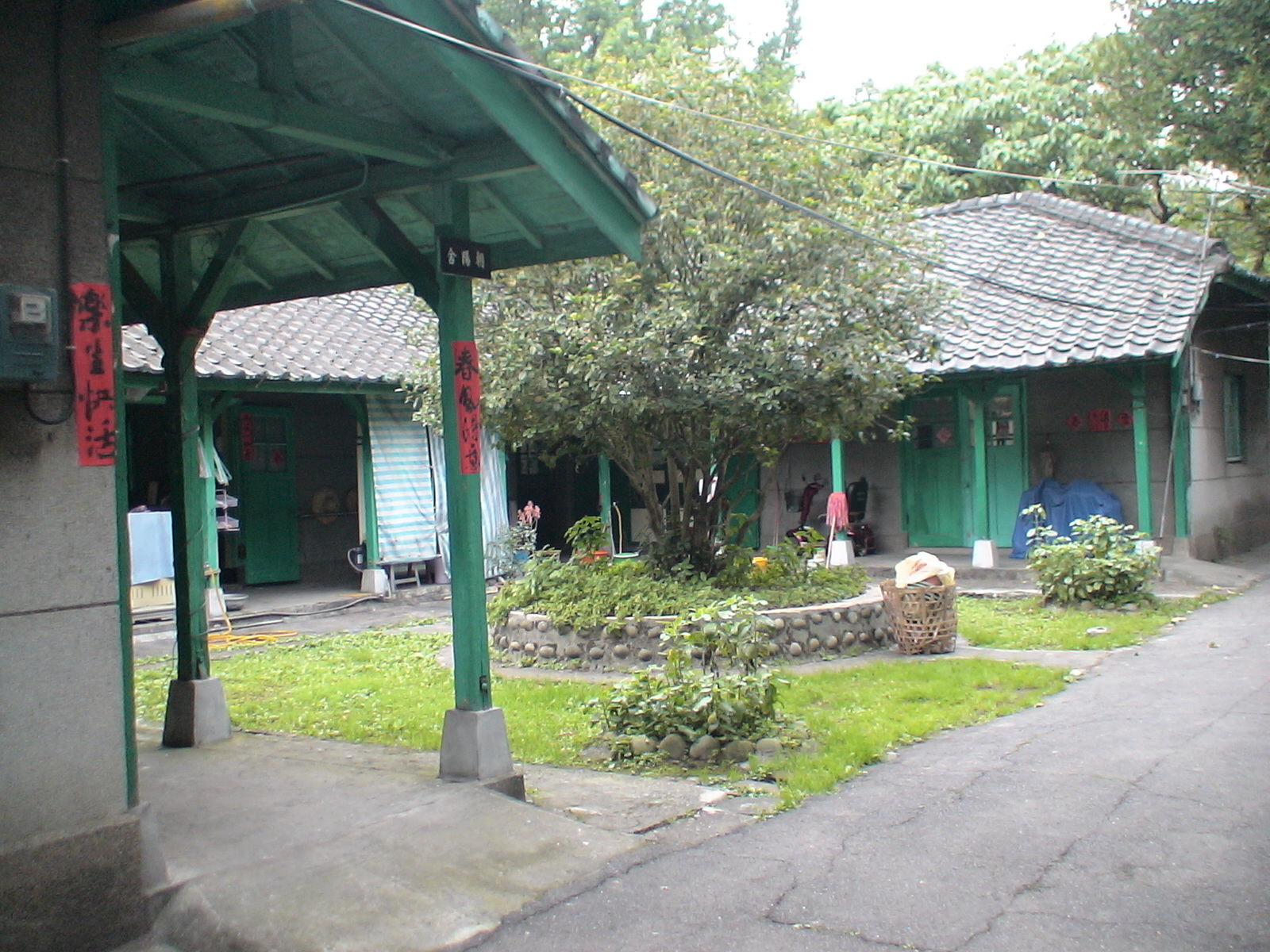
宿舍一景
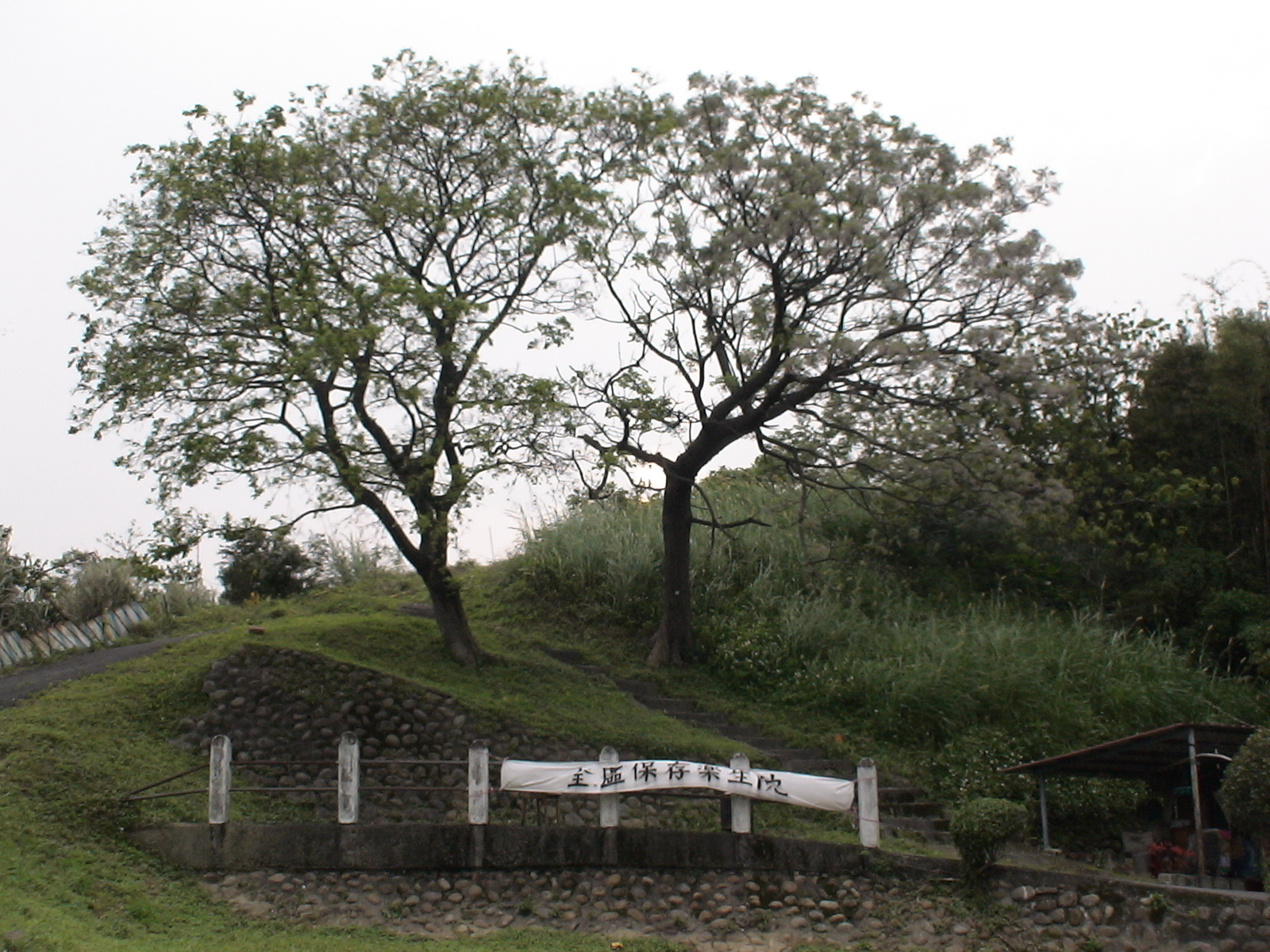
保存樂生之標語